# Лозенец (област Ямбол)
Вижте пояснителната страница за други значения на Лозенец.
Лозенец е село в Югоизточна България. То се намира в община Стралджа, област Ямбол.

## География
Лозенец се намира на 5 км североизточно от град Стралджа, в подножието на Терзийски баир, който е част от Източна Стара Планина. На юг от него се простира Стралджанско поле, а на югоизток пресушеното през 1925 г. най-голямо вътрешно блато на България – Стралджанското. През селото преминава главен път София-Бургас. Селото е само на 3 километра от пътен възел „Петолъчката“ където се пресичат пет пътя – За Сливен, за Ямбол, за Стралджа, за Бургас и за Котел. Най-близките до Лозенец села са Горно Александрово, Зимница, Стралджа, Атолово, Венец, Терзийско, Пъдарево и Мокрен. През селото в посока север юг преминава главен път Зимница-Стралджа-Лозенец, по който се осъществява връзката на Община Стралджа с главния път за Бургас.
Общата площ на землището на село Лозенец е 28 737 декара от тях 13 754 дка. обработваема земя, 1890 дка лозя, 1996 дка пасища и мери 7699 дка горски фонд.
През землището на селото и в непосредствена близост до него протича река Мараш. Тя извира от Стидовската планина (Източна Стара планина), на около 1,5 км южно от връх „Ушите“ (988 м) и тече на изток в дълбока долина между Стидовската планина и рида Гребенец, след това продължава на юг и проломява Удвой планина между ридовете Гребенец и Терзийски баир. Там реката образува Марашкия пролом, след което образува меандри, а от Лозенец до устието си при село Воденичане в река Мочурица тече праволинейно през Стралджанското поле. Някога реката е подхранвала с водите си пресушеното Стралджанско блато.
Местности в землището на Лозенец: „Гейси бунар“, „Катарджишка чешма“, „Касаплийско“, „Соргуна“ (сивееща земя), „Домуз дере“ (свинско), „Мраш къра“ (мараш се свързва с арабската дума „мера“ пасище Каплан чейр (капладжа – сорт дребна пшеница), „Мал Търла“, „Каваците“, „Орман Арса“ (гъстата гора), „Дрянова кория“, „Соук бунар“, Орта чала, разлива Чеирите, „Гьоля“, „Дванайстях гроба“ (местните хора свързват със сурова зима, която станала причина за смъртта на 12 монаси от Хилендарския манастир), и др.

### Население, поминък
Селото е второто по големина село на община Стралджа, след село Зимница.
Населението е 645 души. Трудовата заетост на населението е в селското стопанство, горското стопанство и газокомпресорна станция. Развито е лозарството, зърнопроизводството и животновъдството (в това число ферма за биволи), работи сертифициран разсадник за разнообразни видове билки. Други фактори са добрите комуникации и пътни връзки, а също наличието на термални води.